# Hans Buwert
Hans Buwert (* 29. Juli 1897 in Berlin; † 31. Dezember 1989 in Köln) war ein deutscher Wirtschaftsrechtsexperte und Wirtschaftsprüfer.

## Leben
Hans Buwert war mit Christa Buwert (1918–2014) verheiratet. Er nahm am Ersten Weltkrieg teil und verlor durch einen Granatsplitter sein rechtes Auge.
1930 wurde er zum Doktor der Rechte promoviert. Zum 1. November 1931 trat er der NSDAP bei (Mitgliedsnummer 690.550) und schloss sich ebenfalls der SS an (SS-Nummer 292.538). 1931 war er Geschäftsführer des Markwart-Verlag G. m. b. H., Berlin-Friedenau.
1935 war Hans Buwert Stellvertreter von Otto Mönckmeier († 1966) als Reichsgruppenwalter des Nationalsozialistischen Rechtswahrerbundes. Für ihn erstreckte sich die Totalität des völkischen Staates selbstverständlich auch auf den Bereich der Wirtschaft. Von 1935 bis 1945 war er Hauptschriftleiter des NS-Kampfblattes „Die nationale Wirtschaft“. Im April 1938 ernannte ihn Hans Frank zum „Reichsuntergruppenwalter Wirtschaftstreuhänder“.
Hans Buwert wurde beim Militärbefehlshaber Frankreich (MBF) Carl-Heinrich von Stülpnagel Gruppe Feindvermögen (Wi I/2) Hotel Majestic 19 Avenue Kléber beschäftigt. In Paris wurde der Hachette-Konzern als Feindvermögen unter treuhänderische Verwaltung gestellt und im April 1941 Hans Buwert vom Auswärtigen Amt mit der kommissarischen Leitung des auflagenstärksten französischen Verlagshauses beauftragt.
Im Frühjahr 1943 sandte ihn Carl-Heinrich von Stülpnagel vergeblich nach Madrid und Lissabon, um Fühlung mit den Westalliierten bezüglich Kriegsbeendigung, Waffenstillstand oder Separatfrieden zu nehmen.

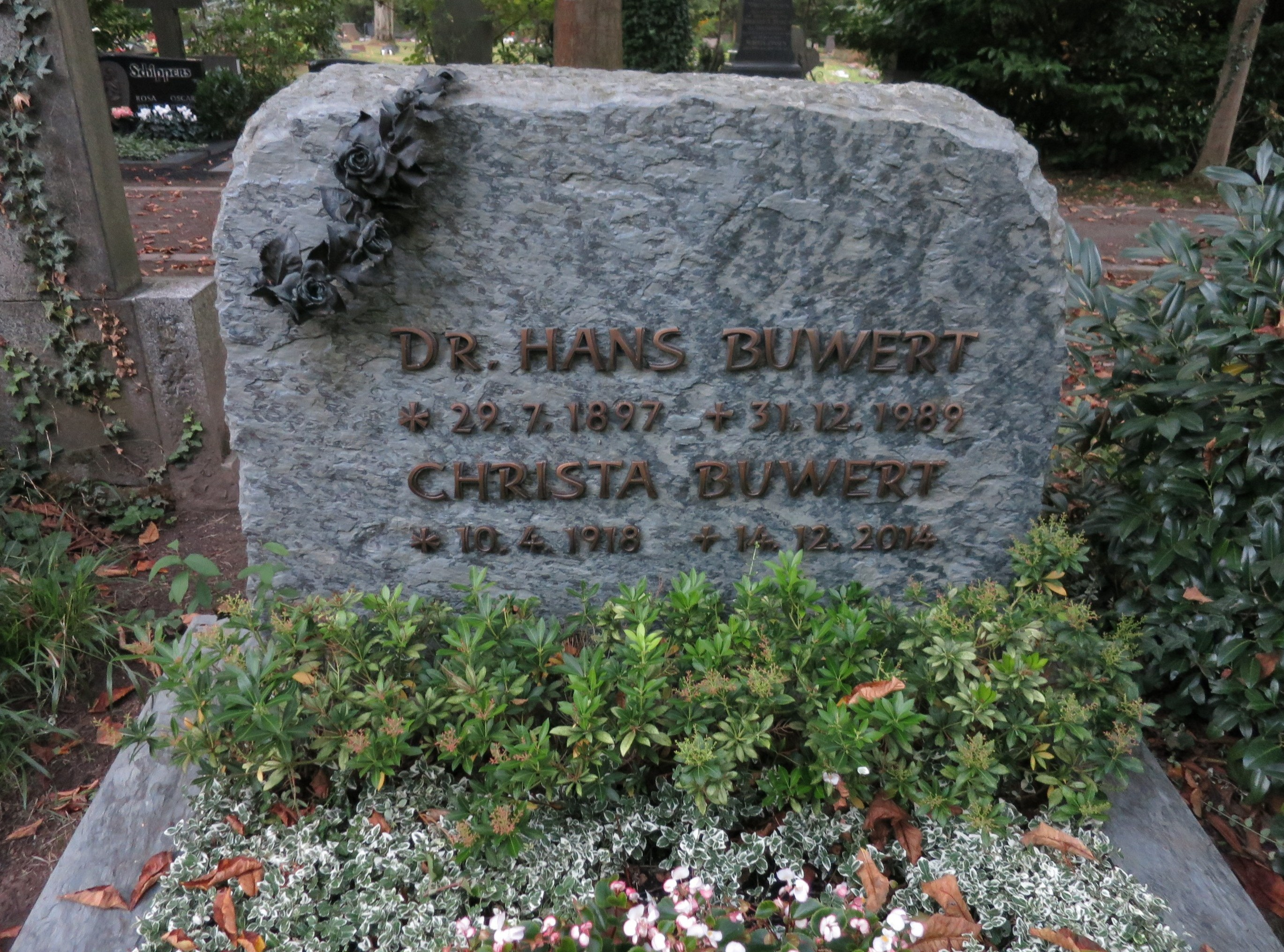
Grabstätte

1954 gehörte er zu den Gründungsmitgliedern der Staatsbürgerlichen Vereinigung, die in Köln in den Büromöbeln des Bundesverbandes der Deutschen Industrie komplementär zum Marshallplan für die Parteienfinanzierung sorgte. Als offenbar wurde, dass diese Vereinigung den rechtlichen Rahmen mehr als ausschöpfte, löste er Walther Leisler Kiep als Geschäftsführer ab.
Buwert starb 1989 im Alter von 92 Jahren. Seine Grabstätte befindet sich auf dem Kölner Friedhof Melaten (Flur 78).